# Liste der Monuments historiques in Varaize
Die Liste der Monuments historiques in Varaize führt die Monuments historiques in der französischen Gemeinde Varaize auf.

## Liste der Bauwerke
| Bezeichnung       | Beschreibung                  | Standort | Kennzeichnung | Schutzstatus | Datum | Bild           |
| ----------------- | ----------------------------- | -------- | ------------- | ------------ | ----- | -------------- |
| Kirche St-Germain | Erbaut im 11./12. Jahrhundert | (Lage)   | PA00105293    | Classé       | 1908  | weitere Bilder |

## Liste der Objekte
Zum Verständnis siehe: Kirchenausstattung
| Bezeichnung      | Beschreibung            | Standort                        | Kennzeichnung | Schutzstatus | Datum | Bild |
| ---------------- | ----------------------- | ------------------------------- | ------------- | ------------ | ----- | ---- |
| Kelch und Patene | Silber, 17. Jahrhundert | in der Kirche St-Germain (Lage) | PM17000727    | Classé       | 1991  |      |